# Emily Perkins
Emily Perkins est née à Vancouver le 4 mai 1977. Elle est actrice depuis 1989. Elle est connue pour avoir joué le rôle de Beverly Marsh adolescente dans la première partie du téléfilm d'horreur « Il » est revenu (1990), et celui de Brigitte Fitzgerald dans le film Ginger Snaps ainsi que dans la suite, Ginger Snaps : Résurrection, et le préquel Ginger Snaps : Aux origines du mal (2004).

## Filmographie

### Cinéma
- 1996 : Past Perfect  : Karen 'Shy Girl' Daniels
- 2000 : Ginger Snaps : Brigitte Fitzgerald
- 2001 : Prozac Nation : Ellen
- 2002 : Insomnia : fille aux funérailles
- 2004 : Ginger Snaps : Résurrection : Brigitte Fitzgerald
- 2004 : Ginger Snaps : Aux origines du mal : Brigitte Fitzgerald
- 2006 : She's the Man : Eunice
- 2007 : Juno : la réceptionniste punk du planning familial
- 2010 : Blood: A Butcher's Tale : Goth Chick
- 2010 : Repeaters
- 2014 : Extraterrestrial : Nancy

### Télévision
- 1989 : On a tué mes enfants : Karen Downs
- 1989 : Cap Danger : Shannon Darcus
- 1989 : Little Golden Book Land : Katy Caboose
- 1990 : Les rescapés de l'Alaska : Krista
- 1990 : « Il » est revenu : Beverly 'Bev' Marsh - adolescente
- 1990-1991 : Mom PI (en) : Marie Sullivan
- 1993 : L'odyssée fantastique
- 1993 : Tremblement de terre à San Francisco : Desiree Helm
- 1993 : Woman on the Ledge : Abby
- 1994 : Moment of Truth: Broken Pledges : Suzanne Stevens
- 1996 : Coup de sang de Jonathan Kaplan (mini-série) : Kathy Ewalt
- 1998 : The X-Files : Dara Kernoff / Paula Koklos / Roberta Dyer
- 1998-2005 : Da Vinci's Inquest : Sue Lewis / Carmen
- 2000-2001 : Christy - Au cœur du souvenir : Zady Spencer
- 2002 : La Treizième Dimension : Dina
- 2002 : Mentors : Mary Shelley
- 2004 : Dead Like Me : Josie Feldman
- 2007 : Aliens in America : Brenda
- 2008 : Comme Cendrillon 2 ( Another Cinderella Story ) : Britt Blatt
- 2010-2011 : Hiccups (en) : Crystal Braywood
- 2009-2010 : Supernatural (Saison 5 épisodes 1 et 9 et saison 7 épisode 8): Becky Rosen
- 2014 : Le cœur a ses raisons : Marta Crocker
- 2019 : Supernatural (Saison 15 épisode 4) : Becky Rosen